# بنجامين فرانكلين برادلي
بنجامين فرانكلين برادلي (بالإنجليزية: Benjamin Franklin Bradley)‏ هو محامي وسياسي أمريكي، ولد في 5 أكتوبر 1825، وتوفي في 22 يناير 1897.